# 漢神洲際購物中心

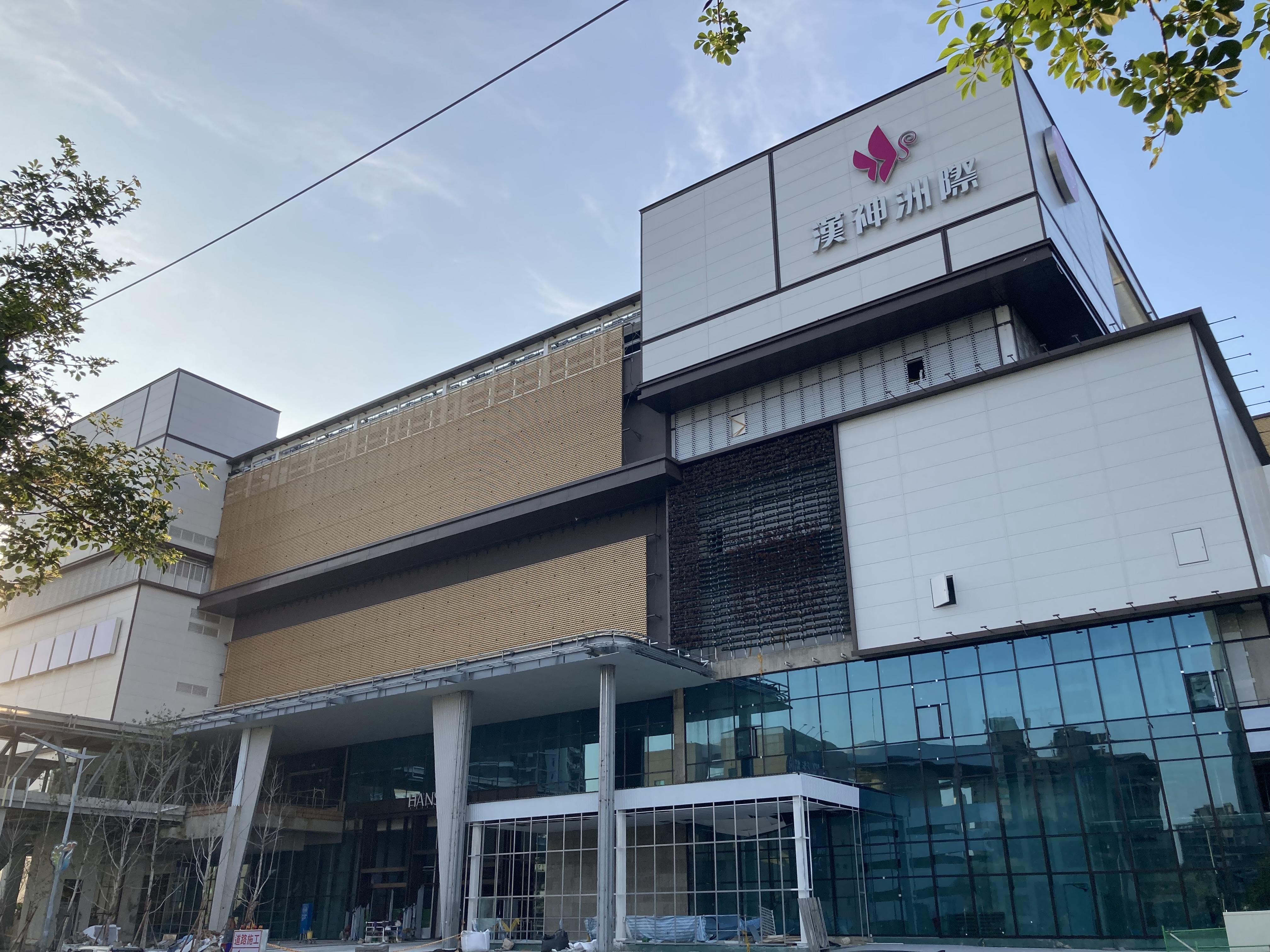

漢神洲際購物廣場為臺灣臺中市北屯區洲際棒球文創園區內興建中的購物中心，由午資開發（中信金子公司台壽保轉投資）和漢神百貨共同投資打造，總面積達6萬6000坪，地上7層、地下4層的建築，規畫結合流行時尚、科技人文及休憩娛樂等全新體驗的大型購物商場，並建有2,500個汽車停車位及4,000個以上機車停車位的停車場。2021年10月29日動工，預計2025年完工，第四季營運。

## 歷史
- 2015年，中信金接手台中洲際棒球場運動產業園區ROT暨BOT開發案，由旗下的台灣人壽與麗明營造合作共同成立「午資開發公司」主導整個投資開發。
- 2018年7月，午資開發公司啟動「台中洲際棒球場園區娛樂商城開發案」，內含百貨、超市、餐飲、影城等多元化業種，委由仲量聯行負責招商。[7]
- 2020年1月9日，「台中洲際棒球園區娛樂商城開發案」確定與國揚集團旗下漢神百貨合作，初期投資金額達新台幣60億元。[8]
- 2021年10月22日，台中洲際棒球園區娛樂商城開發案正式定名為「漢神洲際購物廣場」，營建工程由大陸工程順利得標後，預定訂10月29日開工動土，目標2024年完工營運[9]。
- 2021年10月29日，漢神洲際購物廣場舉行開工動土典禮，預計2025年完工營運[10]。